# Bathyclupea
Bathyclupea is een geslacht van straalvinnige vissen uit de familie van diepzeeharingen (Bathyclupeidae). Het geslacht is voor het eerst wetenschappelijk beschreven in 1891 door Alcock.

## Soorten
- Bathyclupea argentea Goode & Bean, 1896
- Bathyclupea elongata Trunov, 1975
- Bathyclupea gracilis Fowler, 1938
- Bathyclupea hoskynii Alcock, 1891
- Bathyclupea malayana Weber, 1913
- Bathyclupea megaceps Fowler, 1938
- Bathyclupea schroederi Dick, 1962